# サンテック・シンガポール国際会議展示場

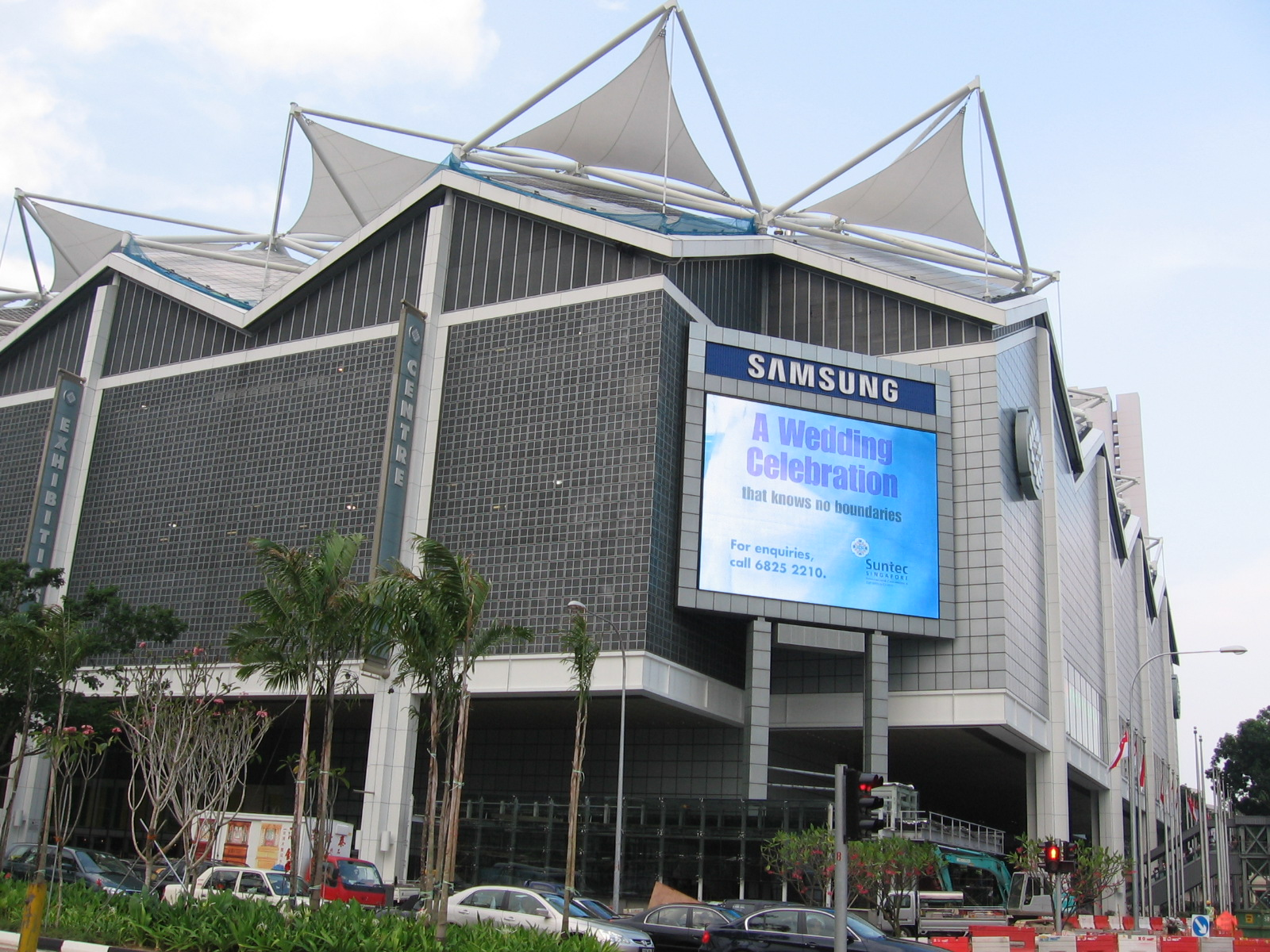
サンテック･シンガポール国際会議展示場外観

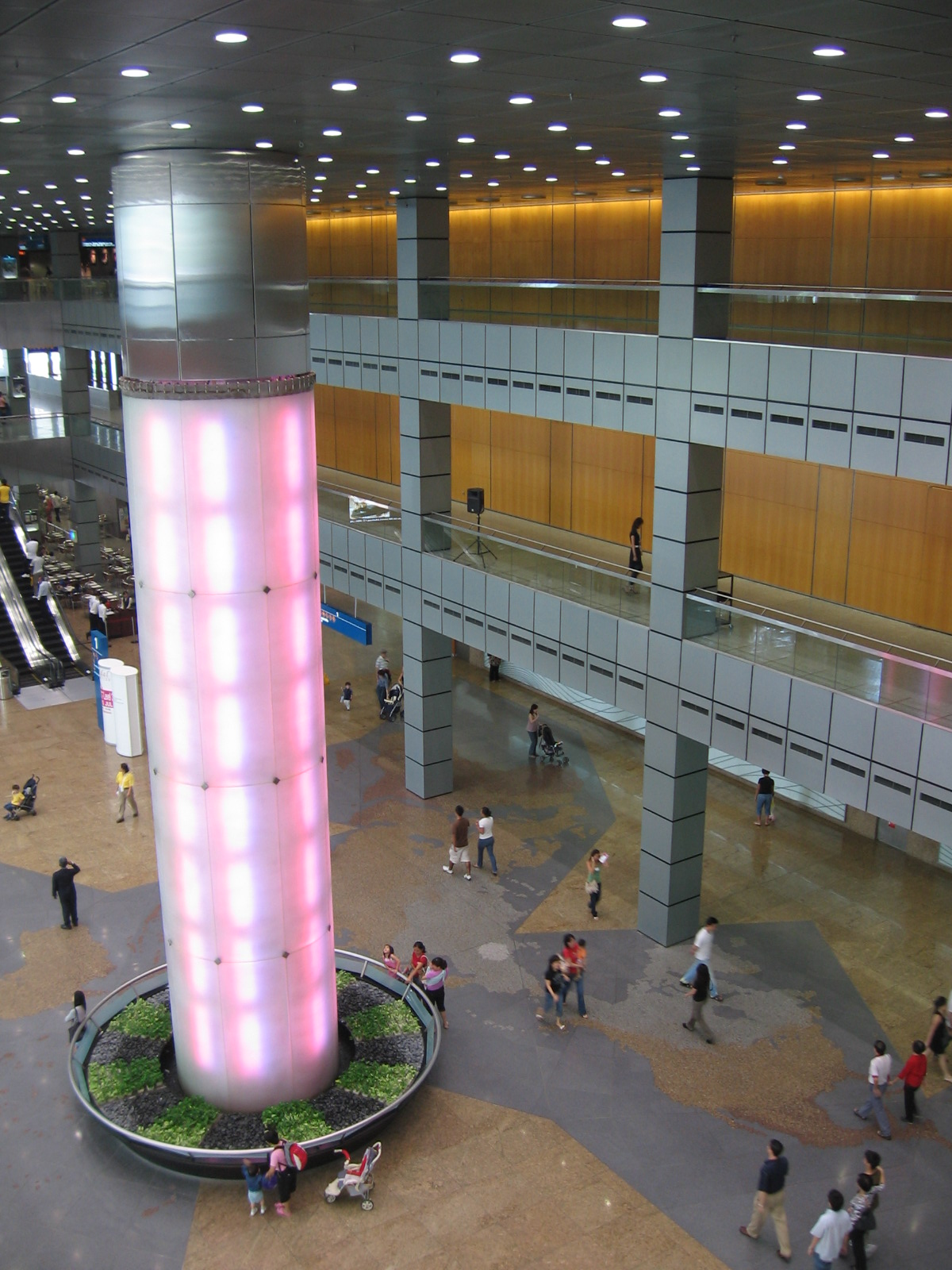
サンテック･シンガポール国際会議展示場内部

サンテック･シンガポール国際会議展示場（英語：Suntec Singapore International Convention and Exhibition Centre、中国語：新达城新加坡国际会议展览中心）は、「サンテック･シンガポール」として知られる、シンガポールのマリーナ地区にあるコンベンションセンター。マリーナ地区再開発計画の一環として、サンテック・シティーモール（ショッピングモール。後述）に隣接する形で、1995年8月30日に開業した。
以前は単純に「シンガポール国際会議展示場（Singapore International Convention and Exhibition Centre、略称：SICEC）」と呼ばれていたが、現在の名称に2001年10月29日に改称された。現在のオーナーは、サンテック不動産投資信託（Suntec Real Estate Investment Trust）である。
2003年には、NHKのど自慢の公開放送が開催。
2010年シンガポールユースオリンピックでは、ボクシング、フェンシング、ハンドボール、柔道、テコンドー、レスリングの会場として使用された。

## サンテック・シティーモール
サンテック・シティーモールはシンガポール最大級のショッピングモール。300以上の小売店、100店の飲食店および50台のワゴンショップ軒を連ねる。富の泉という世界最大級の噴水も名物。